# Препозит за молбите
Препозитът за молбите (на средногръцки: ὁ ἐπὶ τῶν δεήσεων, епи тон деисеон, буквално този, който отговаря за молбите) е дворцов сановник във Византийската империя, който събира молбите и оплакванията на поданиците до императора и понякога им отговаря от негово име. Предполага се, че препозитът за молбите е наследник на римския magister memoriae.
За първи път длъжността препозит за молбите е засвидетелствана върху печат на Теодор, датиран от VII век. До XI век длъжността се заема от лица със среден ранг, не по-висок от протоспатарий – според „Тактика на Успенски“ препозитът за молбите е с ранг спатарий, а според „Клиторологиона на Филотей“ от края на IX век, който нарежда длъжността на препозита за молбите сред съдебните длъжности в империята (т.нар. критии), той може да е антипат, патрикий или протоспатарий. От „За управлението на империята“ на Константин Багренородни става ясно, че задължение на препозита за молбите било и да придружава императора по време на разходките му по море из околностите на Константинопол. През втората половина на XI век и през XII век значението на препозита за молбите нараства и на тази длъжност започват да се назначават лица с по-високи рангове, като обикновено това са представители на знатни семейства като Комнините, Склирите, Каматирите и Кастамонитите. Последният известен препозит за молбите е Георги Хадзики, засвидетелстван през 1321 г., но длъжността продължава да се споменава като активна десетилетия по-късно в „Тактиката за офикиите“ на Псевдо-Кодин.
Освен в императорския дворец препозити за молбите е имало и в провинциалното управление – в Сицилия, в Пелопонес и т.н., които са известни по намерени техни печати. С препозит за молбите е разполагал и константинополският патриарх – като препозит за молбите на патриарха е служил например Евстатий Солунски.